# Danh sách sân vận động châu Á theo sức chứa
Đây là một danh sách chưa hoàn tất, và có thể sẽ không bao giờ thỏa mãn yêu cầu hoàn tất. Bạn có thể đóng góp bằng cách mở rộng nó bằng các thông tin đáng tin cậy.
Dưới đây là danh sách sân vận động thể thao ở châu Á, được sắp xếp theo sức chứa, đó là số lượng khán giả tối đa mà sân vận động có thể chấp nhận. Chỉ các sân vận động với sức chứa từ 30.000 trở lên được đưa vào danh sách này.
Hầu hết các sân vận động lớn ở châu Á đều được sử dụng cho bóng đá, cricket, điền kinh, hoặc bóng chày.

## Sân vận động hiện tại
| Xếp hạng | Sân vận động                                                  | Sức chứa | Thành phố           | Quốc gia                             | Đội chủ nhà |
| 1        | Sân vận động Narendra Modi                                    | 132.000  | Ahmedabad           | Ấn Độ                                | Gujarat cricket team                                                                                              |
| 2        | Sân vận động mùng 1 tháng 5 Rungrado                          | 114.000  | Bình Nhưỡng         | CHDCND Triều Tiên                    | Đội tuyển bóng đá quốc gia CHDCND Triều Tiên                                                                      |
| 3        | Sân vận động Quốc gia Bukit Jalil                             | 87.411   | Kuala Lumpur        | Malaysia                             | Đội tuyển bóng đá quốc gia Malaysia                                                                               |
| 4        | Sân vận động Salt Lake                                        | 85.000   | Kolkata             | Ấn Độ                                | Mohun Bagan AC, East Bengal Club, Mohammedan SC, Prayag United, Pailan Arrows                                     |
| 5        | Sân vận động Quốc tế Jakarta                                  | 82.000   | Jakarta             | Indonesia                            | Persija Jakarta                                                                                                   |
| 6        | Sân vận động Shah Alam                                        | 80.372   | Shah Alam           | Malaysia                             | Selangor FA |
| 7        | Sân vận động Quốc gia Nhật Bản                                | 80.200   | Tokyo               | Nhật Bản                             | Đội tuyển bóng đá quốc gia Nhật Bản                                                                               |
| 8        | Sân vận động Olympic Quảng Đông                               | 80.012   | Quảng Châu          | Trung Quốc                           | Không; Chủ nhà Đại hội Thể thao châu Á 2010                                                                       |
| 9        | Sân vận động Quốc gia Bắc Kinh                                | 80.000   | Bắc Kinh            | Trung Quốc                           | Không; Chủ nhà Thế vận hội Mùa hè 2008                                                                            |
| 9        | Sân vận động Công viên Thể thao Hàng Châu                     | 80.000   | Hàng Châu           | Trung Quốc                           | Hangzhou Greentown                                                                                                |
| 11       | Sân vận động Azadi                                            | 78.116   | Tehran              | Iran                                 | Đội tuyển bóng đá quốc gia Iran, Esteghlal, Persepolis                                                            |
| 12       | Sân vận động Gelora Bung Karno                                | 77.193   | Jakarta             | Indonesia                            | Đội tuyển bóng đá quốc gia Indonesia, Persija Jakarta                                                             |
| 13       | Sân vận động Quốc gia Morodok Techo                           | 75.000   | Phnôm Pênh          | Campuchia                            | Đội tuyển bóng đá quốc gia Campuchia                                                                              |
| 13       | Sân vận động Quốc tế Aleppo                                   | 75.000   | Aleppo              | Syria                                | Al-Ittihad |
| 13       | Sân vận động Quốc tế Nhà vua Fahd                             | 75.000   | Riyadh              | Ả Rập Saudi                          | Al-Nassr FC |
| 13       | Sân vận động Naghsh-e-Jahan                                   | 75.000   | Isfahan             | Iran                                 | Sepahan |
| 17       | Sân vận động Nissan                                           | 72.327   | Yokohama            | Nhật Bản                             | Yokohama F. Marinos                                                                                               |
| 18       | Sân vận động Kim Nhật Thành                                   | 70.000   | Bình Nhưỡng         | CHDCND Triều Tiên                    | Câu lạc bộ thể thao Thành phố Bình Nhưỡng                                                                         |
| 19       | Sân vận động Olympic Seoul                                    | 69.950   | Seoul               | Hàn Quốc                             | Seoul E-Land |
| 20       | Sân vận động Palaran                                          | 67.075   | Samarinda           | Indonesia                            | Hosted 2008 Pekan Olahraga Nasional, Pusamania Borneo                                                             |
| 21       | Sân vận động Sahand                                           | 66.833   | Tabriz              | Iran                                 | Tractor Sazi |
| 22       | Sân vận động World Cup Seoul                                  | 66.806   | Seoul               | Hàn Quốc                             | Đội tuyển bóng đá quốc gia Hàn Quốc, FC Seoul                                                                     |
| 23       | Sân vận động Daegu                                            | 66.422   | Daegu               | Hàn Quốc                             | Daegu FC, Chủ nhà 2002 FIFA World Cup và 2011 World Championships in Athletics                                    |
| 24       | Eden Gardens                                                  | 66.349   | Kolkata             | Ấn Độ                                | Bengal cricket team, Kolkata Knight Riders                                                                        |
| 25       | Sân vận động Công nhân                                        | 66.161   | Bắc Kinh            | Trung Quốc                           | Bắc Kinh Quốc An                                                                                                  |
| 26       | Sân vận động Rajamangala                                      | 65.000   | Bangkok             | Thái Lan                             | Đội tuyển bóng đá quốc gia Thái Lan                                                                               |
| 26       | Sân vận động Quốc tế Jaber Al-Ahmad                           | 65.000   | Thành phố Kuwait    | Kuwait                               | Đội tuyển bóng đá quốc gia Kuwait                                                                                 |
| 26       | Sân vận động Quốc tế Basra                                    | 65.000   | Basra               | Iraq                                 | Đội tuyển bóng đá quốc gia Iraq                                                                                   |
| 29       | Sân vận động Saitama 2002                                     | 63.700   | Saitama             | Nhật Bản                             | Urawa Red Diamonds                                                                                                |
| 30       | Trung tâm thể thao Ích Trung                                  | 62.500   | Thanh Đảo           | Trung Quốc                           | Some Qingdao Jonoon matches                                                                                       |
| 31       | Sân vận động Thâm Quyến mới                                   | 60.334   | Thâm Quyến          | Trung Quốc                           | 2011 Summer Universiade                                                                                           |
| 32       | Sân vận động Jawaharlal Nehru                                 | 60.000   | New Delhi           | Ấn Độ                                | India national football team                                                                                      |
| 32       | Sân vận động Jawaharlal Nehru                                 | 60.000   | Kochi               | Ấn Độ                                | FC Kochin, Kerala Blasters                                                                                        |
| 32       | Sân vận động Tưởng niệm Universiade Kobe                      | 60.000   | Kobe                | Nhật Bản                             | some Vissel Kobe matches                                                                                          |
| 32       | Trung tâm Thể thao Olympic Nam Kinh                           | 60.000   | Nam Kinh            | Trung Quốc                           | Jiangsu Sainty |
| 32       | Sân vận động Trung tâm Thể thao Olympic Thẩm Dương            | 60.000   | Thẩm Dương          | Trung Quốc                           | Some local football teams matches, 2008 Summer Olympics football tournament                                       |
| 32       | Sân vận động Trung tâm Olympic Thiên Tân                      | 60.000   | Thiên Tân           | Trung Quốc                           | Some Tianjin Teda F.C. matches, 2008 Summer Olympics football tournament                                          |
| 32       | Sân vận động Trung tâm Thể thao Vũ Hán                        | 60.000   | Vũ Hán              | Trung Quốc                           | Wuhan Zall F.C.                                                                                                   |
| 32       | Sân vận động Thành phố Hohhot                                 | 60.000   | Hohhot              | Trung Quốc                           | Đội bóng địa phương                                                                                               |
| 32       | Sân vận động Trung tâm Thể thao Olympic Tế Nam                | 60.000   | Tế Nam              | Trung Quốc                           | Shandong Luneng                                                                                                   |
| 32       | Sân vận động Trung tâm Thể thao Olympic Hợp Phì               | 60.000   | Hợp Phì             | Trung Quốc                           | Đội bóng địa phương                                                                                               |
| 32       | Sân vận động Trung tâm Thành phố Thể thao Cáp Nhĩ Tân         | 60.000   | Cáp Nhĩ Tân         | Trung Quốc                           | Đội bóng địa phương                                                                                               |
| 32       | Sân vận động cricket Quốc tế Raipur                           | 60.000   | Naya Raipur         | Ấn Độ                                | Đội bóng địa phương                                                                                               |
| 32       | Trung tâm Thể thao Quảng Tây                                  | 60.000   | Nam Ninh            | Trung Quốc                           | Đội bóng địa phương                                                                                               |
| 32       | Sân vận động Cần Thơ                                          | 60.000   | Cần Thơ             | Việt Nam                             | Cần Thơ F.C. |
| 46       | Trung tâm Thể thao Olympic Trùng Khánh                        | 58.680   | Trùng Khánh         | Trung Quốc                           | Chongqing F.C. |
| 47       | Sân vận động Olympic Quốc gia                                 | 57.363   | Tokyo               | Nhật Bản                             | Emperor's Cup và J. League Cup finals                                                                             |
| 48       | Sân vận động Thượng Hải                                       | 56.842   | Thượng Hải          | Trung Quốc                           | Shanghai East Asia                                                                                                |
| 49       | Sân vận động chính Asiad Busan                                | 56.000   | Busan               | Hàn Quốc                             | Busan IPark, tổ chức 2002 Asian Games                                                                             |
| 49       | Sân vận động Thiên Hà                                         | 56.000   | Quảng Châu          | Trung Quốc                           | Guangzhou Evergrande F.C.                                                                                         |
| 51       | Sân vận động Nhân dân Đại Liên                                | 55.843   | Đại Liên            | Trung Quốc                           | Demolished in 2009                                                                                                |
| 52       | Sân vận động Hạ Long                                          | 55.000   | Trường Sa           | Trung Quốc                           | Hunan Billows F.C. (Hunan Xiangtao)                                                                               |
| 52       | Sân vận động cricket Quốc tế Rajiv Gandhi                     | 55.000   | Hyderabad           | Ấn Độ                                | Hyderabad cricket team, Sunrisers Hyderabad                                                                       |
| 52       | Sân vận động Quốc gia Singapore                               | 55.000   | Kallang             | Singapore                            | Đội tuyển bóng đá quốc gia Singapore                                                                              |
| 52       | Sân vận động Wulihe                                           | 55.000   | Thẩm Dương          | Trung Quốc                           | Phá bỏ vào 12 tháng 2 năm 2007                                                                                    |
| 52       | Sân vận động Quốc gia                                         | 55.000   | Cao Hùng            | Đài Loan                             | locall football clubs, tổ chức World Games 2009                                                                   |
| 52       | Sân vận động DY Patil                                         | 55.000   | Navi Mumbai         | Ấn Độ                                | some Mumbai Indians matches.                                                                                      |
| 58       | Sân vận động Hội đồng Khu tự quản                             | 53.000   | Kozhikode           | Ấn Độ                                | some local football teams matches                                                                                 |
| 59       | Sân vận động Incheon Munhak                                   | 52.200   | Incheon             | Hàn Quốc                             | Incheon Korail, tổ chức 2002 FIFA World Cup                                                                       |
| 60       | Sân vận động Thể thao Hoài Nam                                | 52.080   | Hoài Nam            | Trung Quốc                           | Đội bóng địa phương                                                                                               |
| 61       | Trung tâm Thể thao Olympic Quý Dương                          | 52.000   | Quý Dương           | Trung Quốc                           | Guizhou Renhe F.C.                                                                                                |
| 62       | Sân vận động Shizuoka                                         | 51.349   | Fukuroi             | Nhật Bản                             | some Júbilo Iwata và Shimizu S-Pulse matches                                                                      |
| 63       | Sân vận động Hoàng Long                                       | 51.139   | Hàng Châu           | Trung Quốc                           | Hangzhou Greentown F.C.                                                                                           |
| 64       | Sân vận động Tỉnh Thiểm Tây                                   | 51.000   | Tây An              | Trung Quốc                           | Đội bóng địa phương                                                                                               |
| 65       | Sân vận động Ajinomoto                                        | 50.100   | Tokyo               | Nhật Bản                             | F.C. Tokyo, Tokyo Verdy                                                                                           |
| 66       | Hiroshima Big Arch                                            | 50.000   | Hiroshima           | Nhật Bản                             | Sanfrecce Hiroshima                                                                                               |
| 66       | Sân vận động cricket Quốc tế Shaheed Mohtarama Benazir Bhutto | 50.000   | Garhi Khuda Bakhsh  | Pakistan                             | Pakistan cricket team                                                                                             |
| 66       | Sân vận động Nhân dân Cát Lâm                                 | 50.000   | Thành phố Cát Lâm   | Trung Quốc                           | some regional teams matches                                                                                       |
| 66       | Sân vận động Quốc tế Khalifa                                  | 50.000   | Doha                | Qatar                                | Đội tuyển bóng đá quốc gia Qatar                                                                                  |
| 66       | Sân vận động Gelora Bung Tomo                                 | 50.000   | Surabaya            | Indonesia                            | Persebaya Surabaya                                                                                                |
| 66       | Sân vận động M. A. Chidambaram                                | 50.000   | Chennai             | Ấn Độ                                | Tamil Nadu cricket team Chennai Super Kings                                                                       |
| 66       | Sân vận động Yanmar Nagai                                     | 50.000   | Osaka               | Nhật Bản                             | Cerezo Osaka |
| 66       | Sân vận động Olympic Phnôm Pênh                               | 50.000   | Phnôm Pênh          | Campuchia                            | Khemara |
| 66       | Sân vận động Sultan Mizan Zainal Abidin                       | 50.000   | Kuala Terengganu    | Malaysia                             | some Terengganu FA matches                                                                                        |
| 66       | Sân vận động The Sevens                                       | 50.000   | Dubai               | Các Tiểu Vương quốc Ả Rập Thống nhất | Arabian Gulf rugby union team                                                                                     |
| 66       | Sân vận động Tỉnh Hà Nam                                      | 50.000   | Trịnh Châu          | Trung Quốc                           | Đội bóng địa phương                                                                                               |
| 66       | Trung tâm Thể thao Tân Cương                                  | 50.000   | Ürümqi              | Trung Quốc                           | Đội bóng địa phương                                                                                               |
| 66       | Sân vận động Nhân dân Diên Cát                                | 50.000   | Diên Cát            | Trung Quốc                           | Đội bóng địa phương                                                                                               |
| 66       | Sân vận động Đại học Thành phố Quảng Châu                     | 50.000   | Quảng Châu          | Trung Quốc                           | Đội bóng địa phương                                                                                               |
| 66       | Trung tâm Thể thao Olympic Giang Tây                          | 50.000   | Nam Xương           | Trung Quốc                           | Đội bóng địa phương                                                                                               |
| 81       | Sân vận động Thành phố Thể thao Zayed                         | 49.500   | Abu Dhabi           | UAE                                  | UAE Emir Cup Finals                                                                                               |
| 82       | Sân vận động Miyagi                                           | 49.133   | Rifu                | Nhật Bản                             | some Vegalta Sendai matches                                                                                       |
| 83       | Sân vận động Thành phố Thể thao Camille Chamoun               | 49.000   | Beirut              | Liban                                | Đội tuyển bóng đá quốc gia Liban                                                                                  |
| 84       | Sân vận động Thể thao Jinnah                                  | 48.700   | Islamabad           | Pakistan                             | some Pakistan matches                                                                                             |
| 85       | Fukuoka PayPay Dome                                           | 48.000   | Fukuoka             | Nhật Bản                             | Fukuoka SoftBank Hawks                                                                                            |
| 85       | Kyocera Dome Osaka                                            | 48.000   | Osaka               | Nhật Bản                             | some Orix Buffaloes games                                                                                         |
| 87       | Sân vận động Koshien                                          | 47.757   | Nishinomiya         | Nhật Bản                             | Hanshin Tigers, National High School Baseball Championship, National High School Baseball Invitational Tournament |
| 88       | Sân vận động Sher-e-Bangla Mirpur                             | 47.000   | Dhaka               | Bangladesh                           | some Bangladesh national cricket team matches                                                                     |
| 89       | Tokyo Dome                                                    | 46.314   | Tokyo               | Nhật Bản                             | Yomiuri Giants |
| 90       | Sân vận động VDCA                                             | 46.000   | Visakhapatnam       | Ấn Độ                                | India Cricket, Andhra Cricket                                                                                     |
| 91       | Sân vận động Thành phố Thể thao Latakia                       | 45.000   | Latakia             | Syria                                | some Syria national football team matches                                                                         |
| 91       | Sân vận động Fatorda                                          | 45.000   | Margao              | Ấn Độ                                | Dempo Sports Club, Salgaocar Sports Club, Sporting Clube de Goa                                                   |
| 91       | Sân vận động Quaid-e-Azam                                     | 45.000   | Mirpur              | Pakistan                             | Cricket |
| 91       | Sân vận động Toyota                                           | 45.000   | Thành phố Toyota    | Nhật Bản                             | some Nagoya Grampus matches                                                                                       |
| 91       | Sân vận động khúc côn cầu quốc gia                            | 45.000   | Lahore              | Pakistan                             | Pakistan national field hockey team                                                                               |
| 91       | Sân vận động Green Park                                       | 45.000   | Kanpur              | Ấn Độ                                | Uttar Pradesh cricket team                                                                                        |
| 91       | Sân vận động Công viên Thể thao Yên Đài                       | 45.000   | Yên Đài             | Trung Quốc                           | Đội bóng địa phương                                                                                               |
| 91       | Sân vận động Trung tâm Thể thao Truy Bác                      | 45.000   | Truy Bác            | Trung Quốc                           | Đội bóng địa phương                                                                                               |
| 91       | Sân vận động Trung tâm Thể thao Duy Phường                    | 45.000   | Duy Phường          | Trung Quốc                           | Đội bóng địa phương                                                                                               |
| 100      | Sân vận động bóng đá Ulsan Munsu                              | 44.466   | Ulsan               | Hàn Quốc                             | Ulsan Hyundai, tổ chức FIFA World Cup 2002                                                                        |
| 101      | Sân vận động World Cup Gwangju                                | 44.118   | Gwangju             | Hàn Quốc                             | Gwangju FC, tổ chức FIFA World Cup 2002                                                                           |
| 102      | Sân vận động World Cup Suwon                                  | 43.959   | Suwon               | Hàn Quốc                             | Suwon Samsung Bluewings, tổ chức 2002 FIFA World Cup                                                              |
| 103      | Sân vận động chính Riau                                       | 43.923   | Pekanbaru           | Indonesia                            | tổ chức Pekan Olahraga Nasional XVIII                                                                             |
| 104      | Sân vận động Tỉnh Sơn Đông                                    | 43.700   | Tế Nam              | Trung Quốc                           | Đội bóng địa phương                                                                                               |
| 105      | Sân vận động World Cup Jeonju                                 | 43.348   | Jeonju              | Hàn Quốc                             | Jeonbuk Hyundai Motors, tổ chức 2002 FIFA World Cup                                                               |
| 106      | Sân vận động Ōita                                             | 43.254   | Ōita                | Nhật Bản                             | Oita Trinita |
| 107      | Sapporo Dome                                                  | 42.831   | Sapporo             | Nhật Bản                             | Consadole Sapporo, Hokkaido Nippon Ham Fighters                                                                   |
| 108      | Sân vận động Chu Châu                                         | 42.740   | Chu Châu            | Trung Quốc                           | Đội bóng địa phương                                                                                               |
| 109      | Sân vận động Niigata                                          | 42.300   | Niigata             | Nhật Bản                             | Albirex Niigata                                                                                                   |
| 110      | Sân vận động World Cup Jeju                                   | 42.256   | Seogwipo            | Hàn Quốc                             | Jeju United FC, tổ chức 2002 FIFA World Cup                                                                       |
| 111      | Sân vận động Goyang                                           | 42.055   | Goyang              | Hàn Quốc                             | Goyang KB |
| 112      | Trung tâm Thể thao Thành Đô                                   | 42.000   | Thành Đô            | Trung Quốc                           | Chengdu Blades |
| 112      | Sân vận động Mohammed bin Zayed                               | 42.000   | Abu Dhabi           | Các Tiểu Vương quốc Ả Rập Thống nhất | Al-Jazira Club |
| 114      | Sân vận động Darul Makmur                                     | 41.873   | Kuantan             | Malaysia                             | Pahang FA |
| 115      | Sân vận động World Cup Daejeon                                | 41.295   | Daejeon             | Hàn Quốc                             | Daejeon Citizen, tổ chức 2002 FIFA World Cup                                                                      |
| 116      | Nagoya Dome                                                   | 40.500   | Nagoya              | Nhật Bản                             | Chunichi Dragons                                                                                                  |
| 117      | Sân vận động Quốc gia Mỹ Đình                                 | 40.192   | Hà Nội              | Việt Nam                             | Đội tuyển bóng đá quốc gia Việt Nam                                                                               |
| 118      | Sân vận động bóng đá Nhân dân                                 | 40.000   | Karachi             | Pakistan                             | HBL FC, Pakistan national football team                                                                           |
| 118      | Sân vận động Jawaharlal Nehru                                 | 40.000   | Chennai             | Ấn Độ                                | Indian Bank Recreational Club                                                                                     |
| 118      | Sân vận động Feroz Shah Kotla                                 | 40.000   | Delhi               | Ấn Độ                                | Delhi cricket team, Delhi Daredevils                                                                              |
| 118      | Sân vận động Hang Jebat                                       | 40.000   | Malacca             | Malaysia                             | Melaka Telekom |
| 118      | Sân vận động Sultan Ibrahim                                   | 40.000   | Johor Bahru         | Malaysia                             | Johor Darul Ta'zim F.C.                                                                                           |
| 118      | Sân vận động M. Chinnaswamy                                   | 40.000   | Bengaluru           | Ấn Độ                                | Karnataka cricket team, Royal Challengers Bangalore                                                               |
| 118      | Sân vận động Harapan Bangsa                                   | 40.000   | Banda Aceh          | Indonesia                            | Persiraja Banda Aceh                                                                                              |
| 118      | Sân vận động Hồng Kông                                        | 40.000   | Tảo Can Bộ          | Hong Kong                            | Hong Kong National Football Team, South China AA                                                                  |
| 118      | Sân vận động Gelora Sriwijaya                                 | 40.000   | Palembang           | Indonesia                            | Sriwijaya FC |
| 118      | Sân vận động Bảo An                                           | 40.000   | Thâm Quyến          | Trung Quốc                           | Shenzhen Ruby F.C.                                                                                                |
| 118      | Sân vận động Jalak Harupat Soreang                            | 40.000   | Bandung             | Indonesia                            | Persikab Bandung                                                                                                  |
| 118      | Sân vận động Negeri Pulau Pinang                              | 40.000   | Batu Kawan          | Malaysia                             | some Penang FA matches                                                                                            |
| 118      | Trung tâm Thể thao Olympic                                    | 40.000   | Bắc Kinh            | Trung Quốc                           | some Đội bóng địa phương matches                                                                                  |
| 118      | Sân vận động Inderjit Singh Bindra                            | 40.000   | Mohali              | Ấn Độ                                | Punjab, Kings XI Punjab                                                                                           |
| 118      | Sân vận động Sarawak                                          | 40.000   | Kuching             | Malaysia                             | Sarawak FA |
| 118      | Sân vận động Merdeka                                          | 40.000   | Kuala Lumpur        | Malaysia                             | PB Kuala Lumpur                                                                                                   |
| 118      | Sân vận động Huyện Đài Nam                                    | 40.000   | Đài Nam             | Đài Loan                             | some Đội bóng địa phương matches                                                                                  |
| 118      | Sân vận động Franso Hariri                                    | 40.000   | Erbil               | Iraq                                 | Arbil FC |
| 118      | Sân vận động Thác Đông                                        | 40.000   | Côn Minh            | Trung Quốc                           | some China national football team and local football teams matches                                                |
| 118      | Sân vận động Hiệp hội cricket Vidarbha                        | 40.000   | Nagpur              | Ấn Độ                                | Vidarbha cricket team                                                                                             |
| 118      | Sân vận động Wankhede                                         | 40.000   | Mumbai              | Ấn Độ                                | Mumbai cricket team, Mumbai Indians                                                                               |
| 118      | Sân vận động Kanchenjunga                                     | 40.000   | Siliguri            | Ấn Độ                                | local football matches                                                                                            |
| 118      | Khu liên hợp thể thao JRD Tata                                | 40.000   | Jamshedpur          | Ấn Độ                                | local football matches                                                                                            |
| 118      | Sân vận động Bogyoke Aung San                                 | 40.000   | Yangon              | Myanmar                              | |
| 118      | Trung tâm Thể thao Thai Châu                                  | 40.000   | Thai Châu           | Trung Quốc                           | Đội bóng địa phương                                                                                               |
| 118      | Sân vận động Olympic Vu Hồ                                    | 40.000   | Vu Hồ               | Trung Quốc                           | Đội bóng địa phương                                                                                               |
| 118      | Sân vận động Jiangwan                                         | 40.000   | Thượng Hải          | Trung Quốc                           | Đội bóng địa phương                                                                                               |
| 118      | Sân vận động Huệ Châu                                         | 40.000   | Huệ Châu            | Trung Quốc                           | Đội bóng địa phương                                                                                               |
| 118      | Sân vận động Sunan                                            | 40.000   | Bình Nhưỡng         | CHDCND Triều Tiên                    | Đội bóng địa phương                                                                                               |
| 147      | Sân vận động Lạc Dương                                        | 39.888   | Lạc Dương           | Trung Quốc                           | Đội bóng địa phương                                                                                               |
| 148      | Sân vận động bóng đá Kashima                                  | 39.026   | Kashima             | Nhật Bản                             | Kashima Antlers                                                                                                   |
| 149      | Khu liên hợp thể thao Sultan Qaboos                           | 39.000   | Muscat              | Oman                                 | Đội tuyển bóng đá quốc gia Oman, Muscat Club                                                                      |
| 150      | Sân vận động Ghadir                                           | 38.960   | Ahvaz               | Iran                                 | Foolad và Esteghlal Khuzestan                                                                                     |
| 151      | Sân vận động Thành phố Trường Xuân                            | 38.500   | Trường Xuân         | Trung Quốc                           | Some Changchun Yatai matches                                                                                      |
| 152      | Sân vận động King Abdul Aziz                                  | 38.000   | Mecca               | Ả Rập Saudi                          | Al-Wahda FC |
| 153      | Sân vận động Gelora Bandung Lautan Api                        | 38.000   | Bandung             | Indonesia                            | Persib Bandung, 2016 Pekan Olahraga Nasional                                                                      |
| 154      | Sân vận động Meiji Jingu                                      | 37.933   | Tokyo               | Nhật Bản                             | Tokyo Yakult Swallows                                                                                             |
| 155      | Sân vận động bóng đá TEDA                                     | 37.450   | Thiên Tân           | Trung Quốc                           | Some Tianjin Teda F.C. matches                                                                                    |
| 156      | Trung tâm Thể thao Quốc tế Yutong                             | 37.000   | Thạch Gia Trang     | Trung Quốc                           | Shijiazhuang Yongchang Junhao F.C.                                                                                |
| 156      | Sân vận động Kazhimukan Munaitpasov                           | 37.000   | Shymkent            | Kazakhstan                           | FC Ordabasy |
| 158      | Saitama Super Arena                                           | 36.500   | Saitama             | Nhật Bản                             | Basketball |
| 159      | Sân vận động khúc côn cầu Faisalabad                          | 36.000   | Faisalabad          | Pakistan                             | Pakistan National Field Hockey Team                                                                               |
| 159      | Sân vận động Quốc gia Bangabandhu                             | 36.000   | Dhaka               | Bangladesh                           | Đội tuyển bóng đá quốc gia Bangladesh                                                                             |
| 159      | Sân vận động Thế Kỷ Liên                                      | 36.000   | Phật Sơn            | Trung Quốc                           | Đội bóng địa phương                                                                                               |
| 162      | Sân vận động Trung tâm Pakhtakor                              | 35.000   | Tashkent            | Uzbekistan                           | Pakhtakor, Đội tuyển bóng đá quốc gia Uzbekistan                                                                  |
| 163      | Sân vận động Kagoshima Kamoike                                | 35.900   | Kagoshima           | Nhật Bản                             | Volca Kagoshima                                                                                                   |
| 164      | Sân vận động Bucheon                                          | 35.803   | Bucheon             | Hàn Quốc                             | Bucheon FC 1995                                                                                                   |
| 165      | Sân vận động Imam Reza                                        | 35.800   | Mashhad             | Iran                                 | Iran national football team                                                                                       |
| 166      | Trung tâm Thể thao Meihu                                      | 35.260   | Nghĩa Ô             | Trung Quốc                           | Đội bóng địa phương                                                                                               |
| 167      | Sân vận động Ordos                                            | 35.107   | Ordos               | Trung Quốc                           | Đội bóng địa phương                                                                                               |
| 168      | Sân vận động Samen                                            | 35.000   | Mashhad             | Iran                                 | Aboumoslem và Padideh                                                                                             |
| 168      | Sân vận động Ansan Wa~                                        | 35.000   | Ansan               | Hàn Quốc                             | Ansan H FC |
| 168      | Sân vận động Phân khu Sylhet                                  | 35.000   | Sylhet              | Bangladesh                           | Sylhet Royals |
| 168      | Sân vận động Chuncheon Civic                                  | 35.000   | Chuncheon           | Hàn Quốc                             | Đội bóng địa phương                                                                                               |
| 168      | Sân vận động Gumi Civic                                       | 35.000   | Gumi                | Hàn Quốc                             | Đội bóng địa phương                                                                                               |
| 168      | Sân vận động Incheon Civic                                    | 35.000   | Incheon             | Hàn Quốc                             | Đội bóng địa phương                                                                                               |
| 168      | Sân vận động Masan                                            | 35.000   | Masan               | Hàn Quốc                             | Đội bóng địa phương                                                                                               |
| 168      | Sân vận động Paju                                             | 35.000   | Paju                | Hàn Quốc                             | Paju Citizen FC                                                                                                   |
| 168      | Sân vận động Uijeongbu                                        | 35.000   | Uijeongbu           | Hàn Quốc                             | Đội bóng địa phương                                                                                               |
| 168      | Sân vận động Hoàng tử Mohamed bin Fahd                        | 35.000   | Dammam              | Ả Rập Saudi                          | Al-Ittifaq |
| 168      | Sân vận động Quốc gia Bahrain                                 | 35.000   | Riffa               | Bahrain                              | Đội tuyển bóng đá quốc gia Bahrain                                                                                |
| 168      | Sân vận động R. Premadasa                                     | 35.000   | Colombo             | Sri Lanka                            | Sri Lanka national cricket team, Basnahira North cricket team                                                     |
| 168      | Sân vận động cricket Quốc tế Pallekele                        | 35.000   | Kandy               | Sri Lanka                            | Sri Lanka national cricket team, Kandurata cricket team                                                           |
| 168      | Sân vận động cricket Quốc tế Mahinda Rajapaksa                | 35.000   | Hambantota          | Sri Lanka                            | Sri Lanka national cricket team                                                                                   |
| 168      | Sân vận động Tinsulanon                                       | 35.000   | Songkhla            | Thái Lan                             | Songkhla United F.C.                                                                                              |
| 168      | Sân vận động Suphachalasai                                    | 35.000   | Bangkok             | Thái Lan                             | some Thailand national football team matches                                                                      |
| 168      | Sân vận động Gelora Delta                                     | 35.000   | Sidoarjo            | Indonesia                            | Deltras Sidoarjo                                                                                                  |
| 168      | Sân vận động Thành phố Tô Châu                                | 35.000   | Tô Châu             | Trung Quốc                           | some local football teams matches                                                                                 |
| 168      | Trung tâm Thể thao Liễu Châu                                  | 35.000   | Liễu Châu           | Trung Quốc                           | some local football teams matches                                                                                 |
| 168      | Trung tâm Thể thao Đường Tân Hoa                              | 35.000   | Vũ Hán              | Trung Quốc                           | some local football teams matches                                                                                 |
| 168      | Sân vận động Barabati                                         | 35.000   | Cuttack             | Ấn Độ                                | Orissa cricket team                                                                                               |
| 168      | Sân vận động Ngũ Đài Sơn                                      | 35.000   | Nam Kinh            | Trung Quốc                           | some local football teams matches                                                                                 |
| 168      | Sân vận động Gia Hưng                                         | 35.000   | Gia Hưng            | Trung Quốc                           | Đội bóng địa phương                                                                                               |
| 168      | Sân vận động Châu Hải                                         | 35.000   | Châu Hải            | Trung Quốc                           | Đội bóng địa phương                                                                                               |
| 168      | Sân vận động Hwaseong                                         | 35.000   | Hwaseong            | Hàn Quốc                             | Đội bóng địa phương                                                                                               |
| 168      | Sân vận động điền kinh Birsa Munda                            | 35.000   | Ranchi              | Ấn Độ                                | Đội bóng địa phương                                                                                               |
| 168      | Sân vận động Thanh niên Sariwon                               | 35.000   | Sariwon             | CHDCND Triều Tiên                    | Đội bóng địa phương                                                                                               |
| 168      | Sân vận động Hàm Hưng                                         | 35.000   | Hàm Hưng            | CHDCND Triều Tiên                    | Đội bóng địa phương                                                                                               |
| 168      | Sân vận động Kaesong                                          | 35.000   | Kaesong             | CHDCND Triều Tiên                    | Đội bóng địa phương                                                                                               |
| 168      | Sân vận động Aji Imbut                                        | 35.000   | Tenggarong          | Indonesia                            | Mitra Kukar |
| 198      | Sân vận động Quốc gia Karachi                                 | 34.228   | Karachi             | Pakistan                             | Karachi cricket teams, Pakistan International Airlines cricket team, Pakistan national cricket team               |
| 199      | Sân vận động Home's Kobe                                      | 34.000   | Kobe                | Nhật Bản                             | Vissel Kobe |
| 199      | Trung tâm Thể thao Tuyền Châu                                 | 34.000   | Tuyền Châu          | Trung Quốc                           | Đội bóng địa phương                                                                                               |
| 199      | Sân vận động Bunyodkor                                        | 34.000   | Tashkent            | Uzbekistan                           | Bunyodkor, Uzbekistan national football team                                                                      |
| 202      | Sân vận động Trung tâm Thể thao Olympic Tần Hoàng Đảo         | 33.572   | Tần Hoàng Đảo       | Trung Quốc                           | none, hosting some Football at the 2008 Summer Olympics                                                           |
| 203      | Sân vận động bóng đá Hồng Khẩu                                | 33.060   | Thượng Hải          | Trung Quốc                           | Shanghai Shenhua                                                                                                  |
| 204      | Sân vận động Thâm Quyến                                       | 33.000   | Thâm Quyến          | Trung Quốc                           | Đội bóng địa phương                                                                                               |
| 204      | Sân vận động Phong Đài Bắc Kinh                               | 33.000   | Bắc Kinh            | Trung Quốc                           | Đội bóng địa phương                                                                                               |
| 204      | Sân vận động Thành phố Hiroshima                              | 33.000   | Hiroshima           | Nhật Bản                             | Hiroshima Toyo Carp                                                                                               |
| 204      | Sân vận động Đảo Xanh                                         | 33.000   | Thẩm Dương          | Trung Quốc                           | demolished in 2012                                                                                                |
| 204      | Chang Arena                                                   | 33.000   | Buriram             | Thái Lan                             | Buriram United F.C.                                                                                               |
| 209      | Sân vận động Kadir Has                                        | 32.864   | Kayseri             | Thổ Nhĩ Kỳ                           | Kayserispor, Kayseri Erciyesspor                                                                                  |
| 210      | Belluna Dome                                                  | 32.725   | Tokorozawa          | Nhật Bản                             | Saitama Seibu Lions                                                                                               |
| 211      | Sân vận động Công viên Duryu                                  | 32.500   | Duryu               | Hàn Quốc                             | Đội bóng địa phương                                                                                               |
| 212      | Sân vận động Darul Aman                                       | 32.387   | Alor Setar          | Malaysia                             | Kedah FA, Kuala Muda Naza FC                                                                                      |
| 213      | Sân vận động Nam Thông                                        | 32.244   | Nam Thông           | Trung Quốc                           | Đội bóng địa phương                                                                                               |
| 214      | Sân vận động Al-Madina                                        | 32.000   | Baghdad             | Iraq                                 | Al-Quwa Al-Jawiya                                                                                                 |
| 214      | Sân vận động Cheonan Baekseok                                 | 32.000   | Cheonan             | Hàn Quốc                             | Đội bóng địa phương                                                                                               |
| 214      | Khu liên hợp thể thao Suwon                                   | 32.000   | Suwon               | Hàn Quốc                             | Suwon FC |
| 214      | Sân vận động Hạ Môn                                           | 32.000   | Hạ Môn              | Trung Quốc                           | Đội bóng địa phương                                                                                               |
| 214      | Sân vận động Datianwan                                        | 32.000   | Trùng Khánh         | Trung Quốc                           | some Chongqing Lifan matches                                                                                      |
| 214      | Sân vận động Fushun Leifeng                                   | 32.000   | Phủ Thuận           | Trung Quốc                           | Đội bóng địa phương                                                                                               |
| 214      | Sân vận động Thuwunna                                         | 32.000   | Yangon              | Myanmar                              | Đội tuyển bóng đá quốc gia Myanmar                                                                                |
| 214      | Sân vận động Hailanjiang                                      | 32.000   | Long Tỉnh           | Trung Quốc                           | Yanbian Baekdu Tigers F.C.                                                                                        |
| 214      | Sân vận động Yanghe                                           | 32.000   | Trùng Khánh         | Trung Quốc                           | Đội bóng địa phương                                                                                               |
| 214      | Sân vận động Trung tâm Thể thao Thái An                       | 32.000   | Thái An             | Trung Quốc                           | Đội bóng địa phương                                                                                               |
| 214      | Sân vận động Nagaragawa                                       | 32.000   | Gifu                | Nhật Bản                             | Đội bóng địa phương                                                                                               |
| 214      | Sân vận động Tỉnh Sơn Tây                                     | 32.000   | Thái Nguyên         | Trung Quốc                           | Đội bóng địa phương                                                                                               |
| 214      | Sân vận động Khalid ibn al-Walid                              | 32.000   | Homs                | Syria                                | Al-Karamah SC, Al-Wathba SC                                                                                       |
| 227      | Sân vận động Tân Hương                                        | 31.800   | Tân Hương           | Trung Quốc                           | some local football teams matches                                                                                 |
| 227      | Sân vận động Thành Sơn                                        | 31.800   | Uy Hải              | Trung Quốc                           | Đội bóng địa phương                                                                                               |
| 229      | Sân vận động bóng đá Long Tuyền Dịch Thành Đô                 | 30.800   | Thành Đô            | Trung Quốc                           | some local football teams matches                                                                                 |
| 230      | Sân vận động Kim Châu                                         | 30.776   | Đại Liên            | Trung Quốc                           | Dalian Aerbin |
| 231      | Sân vận động Giang Âm                                         | 30.161   | Giang Âm            | Trung Quốc                           | Đội bóng địa phương                                                                                               |
| 232      | Sân vận động ZOZO Marine                                      | 30.118   | Chiba               | Nhật Bản                             | Chiba Lotte Marines                                                                                               |
| 233      | Sân vận động Lang Phường                                      | 30.040   | Lang Phường         | Trung Quốc                           | Đội bóng địa phương                                                                                               |
| 234      | Sân vận động Takhti                                           | 30.000   | Tehran              | Iran                                 | Naft Tehran, Iran U-23                                                                                            |
| 234      | Sân vận động Dongdaemun                                       | 30.000   | Seoul               | Hàn Quốc                             | Đội bóng địa phương                                                                                               |
| 234      | Sân vận động Manahan                                          | 30.000   | Surakarta           | Indonesia                            | Persis Solo |
| 234      | Sân vận động Paljor                                           | 30.000   | Gangtok             | Ấn Độ                                | United Sikkim FC                                                                                                  |
| 234      | Sân vận động Daejeon Hanbat                                   | 30.000   | Daejeon             | Hàn Quốc                             | Daejeon KHNP |
| 234      | Sân vận động Gimcheon                                         | 30.000   | Gimcheon            | Hàn Quốc                             | Đội bóng địa phương                                                                                               |
| 234      | Sân vận động Gimhae                                           | 30.000   | Gimhae              | Hàn Quốc                             | Gimhae City FC |
| 234      | Sân vận động Jecheon                                          | 30.000   | Jecheon             | Hàn Quốc                             | Đội bóng địa phương                                                                                               |
| 234      | Sân vận động Jeju                                             | 30.000   | Jeju                | Hàn Quốc                             | Đội bóng địa phương                                                                                               |
| 234      | Sân vận động Khu liên hợp thể thao Jeonju                     | 30.000   | Jeonju              | Hàn Quốc                             | Đội bóng địa phương                                                                                               |
| 234      | Sân vận động Sangju Civic                                     | 30.000   | Sangju              | Hàn Quốc                             | Sangju Sangmu Phoenix                                                                                             |
| 234      | Sân vận động Maguwoharjo                                      | 30.000   | Sleman              | Indonesia                            | PSS Sleman |
| 234      | Sân vận động Olympic Ashgabat                                 | 30.000   | Ashgabat            | Turkmenistan                         | Turkmenistan national football team                                                                               |
| 234      | Sân vận động Hàng Hải Trịnh Châu                              | 30.000   | Trịnh Châu          | Trung Quốc                           | Henan Jianye |
| 234      | Sân vận động Hagongda                                         | 30.000   | Cáp Nhĩ Tân         | Trung Quốc                           | some local football teams matches                                                                                 |
| 234      | Sân vận động Qilihe                                           | 30.000   | Lan Châu            | Trung Quốc                           | some local football teams matches                                                                                 |
| 234      | Sân vận động Jinnah                                           | 30.000   | Sialkot             | Pakistan                             | Pakistan national cricket team                                                                                    |
| 234      | Trung tâm Thể thao Tương Đàm                                  | 30.000   | Tương Đàm           | Trung Quốc                           | some local football teams matches                                                                                 |
| 234      | Trung tâm Thể thao Văn hóa Hán Khẩu                           | 30.000   | Vũ Hán              | Trung Quốc                           | some local football teams matches                                                                                 |
| 234      | Sân vận động Punjab                                           | 30.000   | Lahore              | Pakistan                             | WAPDA FC, Wohaib FC                                                                                               |
| 234      | Sân vận động cricket Multan                                   | 30.000   | Multan              | Pakistan                             | some Pakistan national cricket team matches, Multan Tigers                                                        |
| 234      | Sân vận động Likas                                            | 30.000   | Kota Kinabalu       | Malaysia                             | Sabah FA |
| 234      | Sân vận động Perak                                            | 42.500   | Ipoh                | Malaysia                             | Perak FA |
| 234      | Sân vận động Tan Sri Dato Hj Hassan Yunos                     | 30.000   | Johor Bahru         | Malaysia                             | Johor Darul Ta'zim F.C.                                                                                           |
| 234      | Sân vận động thành phố Đào Viên                               | 30.000   | Đào Viên            | Đài Loan                             | some local football teams matches                                                                                 |
| 234      | Sân vận động Trung Chính                                      | 30.000   | Cao Hùng            | Đài Loan                             | some local football teams matches                                                                                 |
| 234      | Sân vận động Bản Kiều                                         | 30.000   | Tân Bắc             | Đài Loan                             | some local football teams matches                                                                                 |
| 234      | Sân vận động Kanjuruhan                                       | 30.000   | Malang              | Indonesia                            | Arema Malang |
| 234      | Sân vận động Gajayana                                         | 30.000   | Malang              | Indonesia                            | Persema Malang |
| 234      | Sân vận động Gelora 10 tháng 11                               | 30.000   | Surabaya            | Indonesia                            | Persebaya Surabaya                                                                                                |
| 234      | Sân vận động Sree Kanteerava                                  | 30.000   | Bengaluru           | Ấn Độ                                | Indian Telephone Industries, athletics                                                                            |
| 234      | Sân vận động Yanggakdo                                        | 30.000   | Bình Nhưỡng         | CHDCND Triều Tiên                    | Pyongyang City Sports Group                                                                                       |
| 234      | Sân vận động Al Shaab                                         | 30.000   | Baghdad             | Iraq                                 | Al-Shorta SC |
| 234      | Sân vận động Quốc tế Rangiri Dambulla                         | 30.000   | Dambulla            | Sri Lanka                            | Sri Lanka national cricket team                                                                                   |
| 234      | Sân vận động Thể thao G. M. C. Balayogi                       | 30.000   | Hyderabad           | Ấn Độ                                | Local cricket teams and athletics                                                                                 |
| 234      | Sân vận động Lal Bahadur Shastri                              | 30.000   | Hyderabad           | Ấn Độ                                | Hyderabad cricket team, Hyderabad Heroes, Andhra Pradesh cricket team                                             |
| 234      | Sân vận động chính Khuman Lampak                              | 30.000   | Imphal              | Ấn Độ                                | local football teams and athletics                                                                                |
| 234      | Sân vận động bóng bầu dục Kintetsu Hanazono                   | 30.000   | Higashiōsaka        | Nhật Bản                             | Kintetsu Liners                                                                                                   |
| 234      | Sân vận động Mattoangin                                       | 30.000   | Makassar            | Indonesia                            | PSM Makassar |
| 234      | Sân vận động Sawai Mansingh                                   | 30.000   | Jaipur              | Ấn Độ                                | Rajasthan Royals, Rajasthan cricket team                                                                          |
| 234      | Sân vận động Thể thao Indira Gandhi                           | 30.000   | Guwahati            | Ấn Độ                                | local football teams and athletics                                                                                |
| 234      | Sân vận động Dadoji Kondadev                                  | 30.000   | Thane               | Ấn Độ                                | local football teams                                                                                              |
| 234      | Sân vận động Nehru                                            | 30.000   | Coimbatore          | Ấn Độ                                | local football teams                                                                                              |
| 234      | Sân vận động Thành phố Thể thao Althawra                      | 30.000   | Sana'a              | Yemen                                | Đội tuyển bóng đá quốc gia Yemen                                                                                  |
| 234      | Sân vận động Kosonsoym                                        | 30.000   | Kosonsoy            | Uzbekistan                           | Kosonsoy |
| 234      | Sân vận động Quốc gia Hassanal Bolkiah                        | 30.000   | Bandar Seri Begawan | Brunei                               | Đội tuyển bóng đá quốc gia Brunei                                                                                 |
| 234      | Sân vận động Sanliurfa                                        | 30.000   | Şanlıurfa           | Thổ Nhĩ Kỳ                           | Şanlıurfaspor |
| 234      | Sân vận động Nhân dân Hohhot                                  | 30.000   | Hohhot              | Trung Quốc                           | Đội bóng địa phương                                                                                               |
| 234      | Trung tâm Thể thao Kim Sơn                                    | 30.000   | Thượng Hải          | Trung Quốc                           | Đội bóng địa phương                                                                                               |
| 234      | Trung tâm Thể thao Vô Tích                                    | 30.000   | Vô Tích             | Trung Quốc                           | Đội bóng địa phương                                                                                               |
| 234      | Sân vận động Xiannongtan                                      | 30.000   | Bắc Kinh            | Trung Quốc                           | Đội bóng địa phương                                                                                               |
| 234      | The Float @ Marina Bay                                        | 30.000   | Vịnh Marina         | Singapore                            | Hội đồng Thể thao Singapore                                                                                       |
| 234      | Astana Arena                                                  | 30.000   | Astana              | Kazakhstan                           | FC Astana |
| 234      | Trung tâm Thể thao Giang Ninh                                 | 30.000   | Nam Kinh            | Trung Quốc                           | Đội bóng địa phương                                                                                               |
| 234      | Sân vận động Trung tâm Olympic Đằng Châu                      | 30.000   | Đằng Châu           | Trung Quốc                           | Đội bóng địa phương                                                                                               |
| 234      | Sân vận động Okinawa Cellular                                 | 30.000   | Naha                | Nhật Bản                             | Đội bóng địa phương                                                                                               |
| 234      | Sân vận động bóng chày Kamoike                                | 30.000   | Kagoshima           | Nhật Bản                             | Đội bóng địa phương                                                                                               |
| 234      | Sân vận động Kusanagi                                         | 30.000   | Shizuoka            | Nhật Bản                             | Đội bóng địa phương                                                                                               |
| 234      | Sân vận động bóng chày tỉnh Gifu                              | 30.000   | Gifu                | Nhật Bản                             | Đội bóng địa phương                                                                                               |
| 234      | Sân vận động Fukushima Azuma                                  | 30.000   | Fukushima           | Nhật Bản                             | Đội bóng địa phương                                                                                               |
| 234      | Sân vận động Thiết Tây                                        | 30.000   | Thiết Tây           | Trung Quốc                           | Liaoning Whowin F.C.                                                                                              |
| 234      | Sân vận động Vinh Thành                                       | 30.000   | Vinh Thành          | Trung Quốc                           | Đội bóng địa phương                                                                                               |
| 234      | Sân vận động Thường Thục                                      | 30.000   | Thường Thục         | Trung Quốc                           | Đội bóng địa phương                                                                                               |
| 234      | Sân vận động Côn Sơn                                          | 30.000   | Côn Sơn             | Trung Quốc                           | Đội bóng địa phương                                                                                               |
| 234      | Trung tâm Thể thao Hạ Môn                                     | 30.000   | Hạ Môn              | Trung Quốc                           | Đội bóng địa phương                                                                                               |
| 234      | Sân vận động Phúc Châu                                        | 30.000   | Phúc Châu           | Trung Quốc                           | Đội bóng địa phương                                                                                               |
| 234      | Sân vận động Ích Dương                                        | 30.000   | Ích Dương           | Trung Quốc                           | Đội bóng địa phương                                                                                               |
| 234      | Sân vận động Miên Dương                                       | 30.000   | Miên Dương          | Trung Quốc                           | Đội bóng địa phương                                                                                               |
| 234      | Sân vận động Dazhou Xiwai                                     | 30.000   | Đạt Châu            | Trung Quốc                           | Đội bóng địa phương                                                                                               |
| 234      | Sân vận động Trường Trị                                       | 30.000   | Trường Trị          | Trung Quốc                           | Đội bóng địa phương                                                                                               |
| 234      | Sân vận động Thể thao Chiba                                   | 30.000   | Chiba               | Nhật Bản                             | Đội bóng địa phương                                                                                               |
| 234      | Sân vận động Thể thao Konoike                                 | 30.000   | Nara                | Nhật Bản                             | Đội bóng địa phương                                                                                               |
| 234      | Sân vận động Thể thao Tottori                                 | 30.000   | Tottori             | Nhật Bản                             | Đội bóng địa phương                                                                                               |
| 234      | Sân vận động Yangsan                                          | 30.000   | Yangsan             | Hàn Quốc                             | Đội bóng địa phương                                                                                               |
| 234      | Sân vận động Guru Nanak                                       | 30.000   | Ludhiana            | Ấn Độ                                | JCT FC |
| 234      | Sân vận động Abbasiyyin                                       | 30.000   | Damascus            | Syria                                | Đội tuyển bóng đá quốc gia Syria                                                                                  |
| 234      | Sân vận động 22 tháng 5                                       | 30.000   | Aden                | Yemen                                | Al-Tilal, Al-Shaab Ibb và Al-Ittihad Ibb                                                                          |
| 234      | Sân vận động Al-Wihda                                         | 30.000   | Abyan               | Yemen                                | Đội tuyển quốc gia Yemen và Hassan Abyan                                                                          |
| 234      | Sân vận động Đông Bình Nhưỡng                                 | 30.000   | Bình Nhưỡng         | CHDCND Triều Tiên                    | Đội bóng địa phương                                                                                               |
| 234      | Sân vận động Wunna Theikdi                                    | 30.000   | Naypyidaw           | Myanmar                              | |
| 234      | Sân vận động Lạch Tray                                        | 30.000   | Hải Phòng           | Việt Nam                             | Câu lạc bộ bóng đá Hải Phòng                                                                                      |
| 234      | Sân vận động Thiên Trường                                     | 30.000   | Nam Định            | Việt Nam                             | Câu lạc bộ bóng đá Nam Định                                                                                       |